# Барриз, Некия
Некия Барриз (англ. Nakia Burrise; 21 октября 1974; США, Калифорния, Сан-Диего) — американская актриса. Наиболее известная своей ролью Тани Слоан, жёлтого рейнджера в телесериале «Могучие рейнджеры: Зео» и первого жёлтого турбо-рейнджера в телесериале «Могучие рейнджеры: Турбо».

## Биография
Некия родилась 21 октября 1974 года в США, Калифорния, Сан-Диего.
Училась в старшей школе Томаса Альвы Эдисона в Стоктоне, Калифорния (1989—1992), а также в театральной школе Калифорнийского университета города Лос-Анджелес.
В 1996 году Некия получила роль Тани Слоан в телесериале  «Могучие рейнджеры: Зео». Позже она повторила свою роль в Могучих рейнджерах: Турбо.
В период с 2013 — 2015 года она неоднократно появлялась в роли Пэтти Притчетт в именитом сериале «Харт из Дикси». В 2017 году она снялась в короткометражном фильме «Орден», играя вместе с другими выпускниками разных сезонов «Могучих рейнджеров». С 2020 года Некия постоянно играла Анджелу Маклин в спин-оффе Опасного Генри, «Опасная сила».
На данный момент продолжает свою актёрскую деятельность.

## Фильмография

### Фильмы
| Год  | Название                                | Роли                               | Дополнение |
| ---- | --------------------------------------- | ---------------------------------- | ---------- |
| 1997 | Могучие рейнджеры: Турбо                | Таня Слоан/Желтый Турбо Рейнджер   |            |
| 1997 | В тайне                                 | Пейдж                              |            |
| 1997 | Один из нас споткнулся                  | Кейша                              |            |
| 1998 | Джек Фрост                              | Клиент банка                       |            |
| 1999 | Космос между нами                       | Закулисный интервьюер              |            |
| 2010 | Барби: Приключения Русалочки            | Фэллон Кейси (голос)               | Видео      |
| 2010 | Между королями и королевами             | Сьюзен                             |            |
| 2012 | Барби: Приключения Русалочки 2          | Фэллон Кейси (голос)               | Видео      |
| 2013 | Идеальный парень                        | Линда                              |            |
| 2016 | Барби Dreamtopia                        | Никки/Можжевельник/Аметист (голос) |            |
| 2018 | Безумно Замечательно                    | Джоселин                           |            |
| 2020 | Только она единственная                 | Данита                             |            |
| 2020 | Барби: приключения принцессы            | Директор Миллер (голос)            | Видео      |
| 2021 | Барби и Челси: Потерянный день рождения | Капитан (голос)                    | Видео      |
| 2022 | Из любви к Рождеству                    | Кэролайн Гриффин                   |            |

### Телевидение
| Год       | Название                       | Роли                             | Дополнение                                   |
| --------- | ------------------------------ | -------------------------------- | -------------------------------------------- |
| 1996      | Могучие морфы: Рейнджеры силы  | Таня Слоан                       | Эпизод: «Полдень праздничного дня: Часть II» |
| 1996      | Могучие рейнджеры: Зео         | Таня Слоан/ жёлтый Зео рейнджер  | Основной состав                              |
| 1997      | Могучие рейнджеры: Турбо       | Таня Слоан/жёлтый Турбо рейнджер | Основной состав                              |
| 1997      | Умник                          | Сарина                           | Эпизод: умная книга                          |
| 1998      | Рожден свободным               | Ньенсани                         | Эпизод: «Дар любви»                          |
| 1998-1999 | Нэш Бриджес                    | Клерк/Кэндис                     | Эпизод: «Леди-убийца» и «Суеверие»           |
| 2000      | Моеша                          | Джой                             | Повторяющийся состав: 5 сезон                |
| 2001      | Сабрина - юная ведьма          | Женщина-покровитель              | Эпизод: "Окончательно!"                      |
| 2005      | Юристы Бостона                 | Лиз                              | Эпизод: «Юридический дефицит»                |
| 2006      | Все мы                         | Бетти                            | Эпизод: "Хорошенькая женщина"                |
| 2007      | Кто такая Саманта?             | Доктор Керри Холл                | Эпизод: «Пилот»                              |
| 2009      | Кости                          | Жена                             | Эпизод: «Нога в выкупе»                      |
| 2011      | Середина                       | Продавщица                       | Эпизод: "Мост"                               |
| 2011      | Мелисса и Джоуи                | Эрика                            | Эпизод: «Джо против Воссоединения»           |
| 2012      | 90210                          | Бортпроводник                    | Эпизод: «Стоит ли забыть старое знакомство?» |
| 2012      | Правила участия                | Продавщица                       | Эпизод: «Душ Одри»                           |
| 2013      | Новая девушка                  | Женщина                          | Эпизод: «Самая длинная ночь»                 |
| 2012-2015 | Барби: жизнь в доме мечты      | Никки                            | Основной состав                              |
| 2013-2015 | Харт Дикси                     | Пэтти Притчетт                   | Повторяющийся состав: 3–4 сезон              |
| 2014      | Млй мальчик                    | Мама                             | Эпизод: «О блуждающем звене»                 |
| 2015      | Звёздный путь продолжается     | Некия                            | Эпизод: «Белый ирис»                         |
| 2015      | Парень с работы                | Управляющая                      | Эпизод: «Команда Кевина с работы»            |
| 2015-2017 | Класс                          | Лиз                              | Основной состав                              |
| 2016      | Энджи Трайбека                 | Миссис Куигли                    | Эпизод: «Блохи меня не убивают»              |
| 2016      | Проект Минди                   | Алисса                           | Эпизод: Женское здоровье в Башне Свободы     |
| 2016      | Убийство первой степени        | Карен Грин, эсквайр              | Эпизод: Северный тропик                      |
| 2017      | Папочка                        | Джанет                           | Эпизод: «За и против»                        |
| 2017      | Девственница                   | Женщина-руководитель             | Эпизод: «Глава шестьдесят»                   |
| 2017      | Бунтарь                        | Оливия Грант                     | Эпизод: «Спрячь и носи»                      |
| 2017      | Нетипичный                     | April                            | «Поезд D в Костяном город»                   |
| 2017      |                                | Фрэнк (Женщина)                  | Эпизод: удар                                 |
| 2018      | Нераскрытое дело               | Шэрон Гауэр                      | Эпизод: «Сделай лучший снимок»               |
| 2019-2020 | Приключения Барби в доме мечты | Директор Миллер                  | Повторяющийся состав: 3–5 сезона             |
| 2020-..   | Опасная сила                   | Анджела Маклин                   | Повторяющийся состав                         |
| 2021      | Сидней для Макса               | Нина                             | Эпизод: «Проект, «Переключатель волос»»      |

### Веб-постановка
- Здесь нет ботаников (2012)

### Видеоигры
- Вечеринка в доме мечты Барби (2013)
- Бог войны:Ragnorök (2022)